# أنتوني موريس (سياسي أمريكي)
أنتوني موريس (بالإنجليزية: Anthony Morris)‏ هو قاضي وسياسي أمريكي، ولد في 23 أغسطس 1654، وتوفي في 24 أكتوبر 1721.